# Kjulo träsk
Kjulo träsk (finska: Köyliönjärvi) är en sjö i Kjulo kommun i landskapet Satakunta i Finland. Här sägs Biskop Henrik ha dräpts av bonden Lalli. Området är klassificerat av statsrådet som ett nationellt värdefullt landskap. Området har varit bebott sedan järnåldern. 
Sjön har rätt få öar. Den största är Kjuloholm som är cirka 3 kilometer på längden. Där ligger Kjuloholm herrgård och Kjulo kyrka byggd 1752. Den andra kända ön är Kyrkholmen, med ruinerna av ett medeltida kapell. Sjön  ingår i Eura å huvudavrinningsområde. 

### Webbkällor
- Finländska miljöförvaltningens webbplats (finska) Läst 19 december 2013.